# Ibn Taghribirdí
Abu-l-Mahàssin Jamal-ad-Din Yússuf ibn al-Amir Sayf-ad-Din Taghrí-birdí al-Atabakí al-Yaixbaqawí adh-Dhahirí (àrab: أبو المحاسن جمال الدين يوسف بن الأمير سيف الدين تغري بردي الأتابكي اليشبقاوي الظاهري, Abū l-Maḥāsin Jamāl ad-Dīn Yūsuf b. al-Amīr Taḡrī Birdī al-Atābakī al-Yaxbaqāwī aẓ-Ẓāhirī), més conegut simplement com a Ibn Taghribirdí (el Caire, 2 de febrer de 1410-5 de juny de 1470) fou un historiador àrab egipci nascut al Caire el 1409/1410.
El seu pare va rebre el favor del soldà mameluc adh-Dhàhir Barquq, i fou comandant en cap de l'exèrcit (amir kabir o atabak) sota el mameluc an-Nàssir Fàraj, el 1407, i el 1410 fou nomenat virrei de Damasc on va morir dos anys després (1412) quan Abu-l-Mahàssin tenia dos o tres anys.
Fou criat per la germana del pare, casada successivament amb dos cadis suprems, Muhàmmad ibn al-Adhim al-Hanafí i Abd-ar-Rahman al-Bulkiní aix-Xafií. Va estudiar diverses disciplines i va fer també exercicis militars. Va tenir diversos càrrecs administratius i el 1432 va participar en la campanya del soldà Barsbay a Síria.
Les seves obres principals foren Al-mànhal as-safi wa-l-mustawfi bad al-wafi, amb biografies de soldans i amirs entre 1428 i 1458; Kitab an-nujum az-zàhira fi-muluk Misr wa-l-Qàhira, història d'Egipte del 641 a la seva època; i Hawàdith ad-duhur fi-madà al-ayyam wa-x-xuhur, crònica dels fets des del 1441 al 1469. Va escriure altres obres menors.